# Naekekusa
Naekekusa is een bestuurslaag in het regentschap Belu van de provincie Oost-Nusa Tenggara, Indonesië. Naekekusa telt 1427 inwoners (volkstelling 2010).